# Атедзі
Атедзі (яп. 当て字, 宛字, あてじ) — це ієрогліфи для запису слів японською мовою, у вузькому значенні, де враховують лише їх онйомі читання. У широкому значенні, до атедзі відносяться й поєднання слів, засновані на семантиці — дзюкудзікун. Атедзі використовуються для передачі назв країн, іншомовних і деяких японських слів, сенс яких важко дослівно передати. Такий спосіб запису походить від середньовічної манйоґани. При написанні атедзі одна морфема може передаватися кількома ієрогліфами.
Атедзі не слід плутати з кунйомі, японським читанням ієрогліфів, яким були присвоєні споконвічні слова.

## Опис
Оскільки в японському письмі не використовуються пропуски, для розмежування одних слів від інших використовується система змішаного письма кандзі і кани, де ієрогліфами пишуть «корені» слів, а каною — частки, суфікси і т. п. (окуріґана) Фонетичний запис запозичених слів порушує цю систему, ускладнюючи їх читання, тому раніше існувала тенденція запису цих слів саме ієрогліфами.
Наприклад, слово сусі часто пишеться за допомогою атедзі ось так: 寿司. Ієрогліф 寿 означає «природна тривалість життя», а 司 — «керувати», тобто вони обидва не мають ніякого відношення до їжі. Практика написання запозичених слів за допомогою атедзі була замінена їх написанням катаканою, що, на відміну від хіраґани, дозволяє визначати межі слів при читанні. У сучасній мові зберігається певна кількість ранніх запозичень, записаних системою атедзі.
Іноді при виборі кандзі для атедзі можна керуватись і морфологічним принципом. Наприклад, слово 倶楽部 (курабу), «клуб», було запозичене у китайську мову. Використані кандзі можна інтерпретувати як «разом», «веселощі» та «місце». Інший приклад — 合羽 (каппа) для португальського слова capa, яка є підвидом плащу від дощу. Кандзі мають значення «складені крила», що нагадують цей плащ.
У буддистській японській літературі терміни санскриту також передаються за допомогою атедзі. Слова prajñāpāramitā (яп. 般若波羅蜜多, хання-хараміта, досконалість мудрості) та samyaksaṃ-bodhi (яп. 三藐三菩提, саммякусанбодай, повністю просвітлений) із Сутри Серця передаються без урахування значень ієрогліфів.
Іноді до атедзі відносяться поєднання із кількох кандзі, внаслідок чого було отримане читання кунйомі. Наприклад, обрані для слова 煙草 (табако) — «тютюн», кандзі не мають фонетичної схожості з цим читанням. Таке використання кандзі має назву дзюкудзікун (яп. 熟字訓). Окрім того, у текстах зустрічаються несталі форми типу ґікун (яп. 義訓). З точки зору написання вони теж відносяться до системи атедзі. Наприклад, слову 宿敵 сюкутекі «смертельний ворог» можна присвоїти читання райбару, з англ. rival, «суперник».
Атедзі можуть виникати випадково, через недотримання правил в алгоритмі IME на письмі.

## Приклади
Один із типів атедзі — написання іншомовних власних назв. Часто кандзі для них бралися із китайської мови, хоча оригінальні японські сполуки також мають своє місце серед них. Китайські запозичення: Греція (яп. 希臘, Гіріся, «бажання» + «12-й місяць»); Мексика (яп. 墨西哥, Мекісіко, «туш» + «захід» + «старший брат»).
Оригінальні японські: Америка (яп. 亜米利加, амеріка); Росія (яп. 露西亜, Росіа, «роса» + «захід» + «Азія»); Німеччина (яп. 独逸, Дойцу, «сам» + «відхилятись»); Бельгія (яп. 白耳義, Беругі, «білий» + «вухо» + «справедливість»); Уругвай (яп. 宇柳貝・宇柳具, Уругуай) — у 2-му варіанті замінений останній ієрогліф, але такий запис також нині став поширеним); Парагвай (яп. 巴拉圭・巴羅貝, Парагуай); кава (яп. 珈琲, ко:хі:).
Другий тип атедзі — це записані ієрогліфами власне японські слова, для який зазвичай застосовується запис каною. Наприклад: 出鱈目 — детараме (нісенітниця); 滅茶苦茶 — метякутя (незграбний); 珍紛漢紛・珍糞漢糞・陳奮翰奮 — тімпункампун (безглуздя); 目出度い・芽出度い — медетай (щасливий, радісний); 出来る — декіру (могти, уміти); 多分 — табун (напевне); 滅多 — метта (необережний).
Деякі атедзі були розповсюджені завдяки японському письменнику Нацуме Сосекі, який широко використовував їх у своїх творах: 沢山 — такусан (багато; буквально — болота + гори); 場穴 — бакецу (відро; буквально — місце + отвір); 兎に角 — тонікаку (як би там не було; буквально — роги зайцю); 浪漫 — роман (роман; буквально — хвиля + дозвілля).
Дзюкудзікун: подарунок, сувенір (яп. 土産, міяге); ранок (яп. 今朝, кеса).